# 총각네
총각네 또는 총각네야채가게는 대한민국의 식품회사이다. 연매출 400억이 넘는다.

## 후원 작품

### 텔레비전 드라마
- 《총각네 야채가게》 (2011-2012)

### 뮤지컬
- 《총각네 야채가게》 (2008-2017)